# 维多利亚-斯特凡妮娅·彼得雷亚努
维多利亚-斯特凡妮娅·彼得雷亚努（羅馬尼亞語：Victoria-Ștefania Petreanu，2003年1月21日—），罗马尼亚女子赛艇运动员。她曾代表罗马尼亚参加捷克拉奇采举行的2022年世界赛艇锦标赛，获得女子八人单桨有舵手金牌。